# Narciso Benetti
Narciso Benetti (Carpi, 1º dicembre 1916 – ...) è stato un calciatore italiano, di ruolo difensore.

## Biografia
Appena arrivato nella massima serie, durante la seconda guerra mondiale viene internato in un lager tedesco, perdendo così i migliori anni della sua carriera di calciatore..

## Carriera
Debutta diciottenne nel Carpi a Reggio Emilia il 14 ottobre 1934 nella partita Reggiana-Carpi (0-0). Dopo sei stagioni con i bianchi passa al Bologna, dove con due presenze contribuisce alla conquista dello scudetto tricolore; esordisce in Serie A il 3 novembre 1940 nella partita Bologna-Atalanta (1-0). Dopo la guerra, afflitto da problemi di salute dovuti alle vicissitudini della prigionia, ritorna al Carpi, disputando ancora tre stagioni in Serie C.

## Palmarès
- Campionato italiano: 1

Bologna: 1940-1941
- Serie C: 1

Carpi: 1945-1946 (girone I)